# Kathedrale St. Peter (Genf)

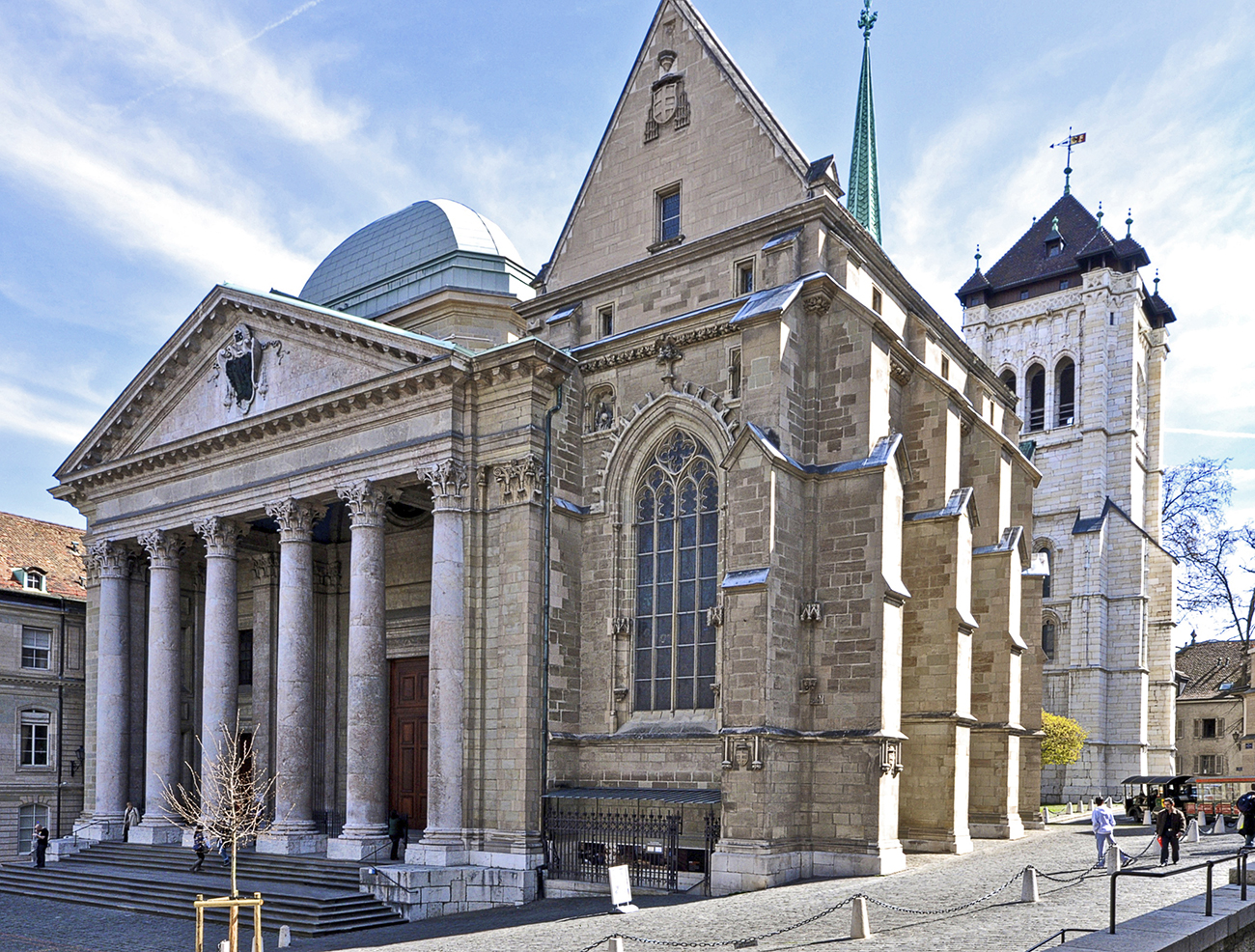
Kathedrale St. Peter in Genf

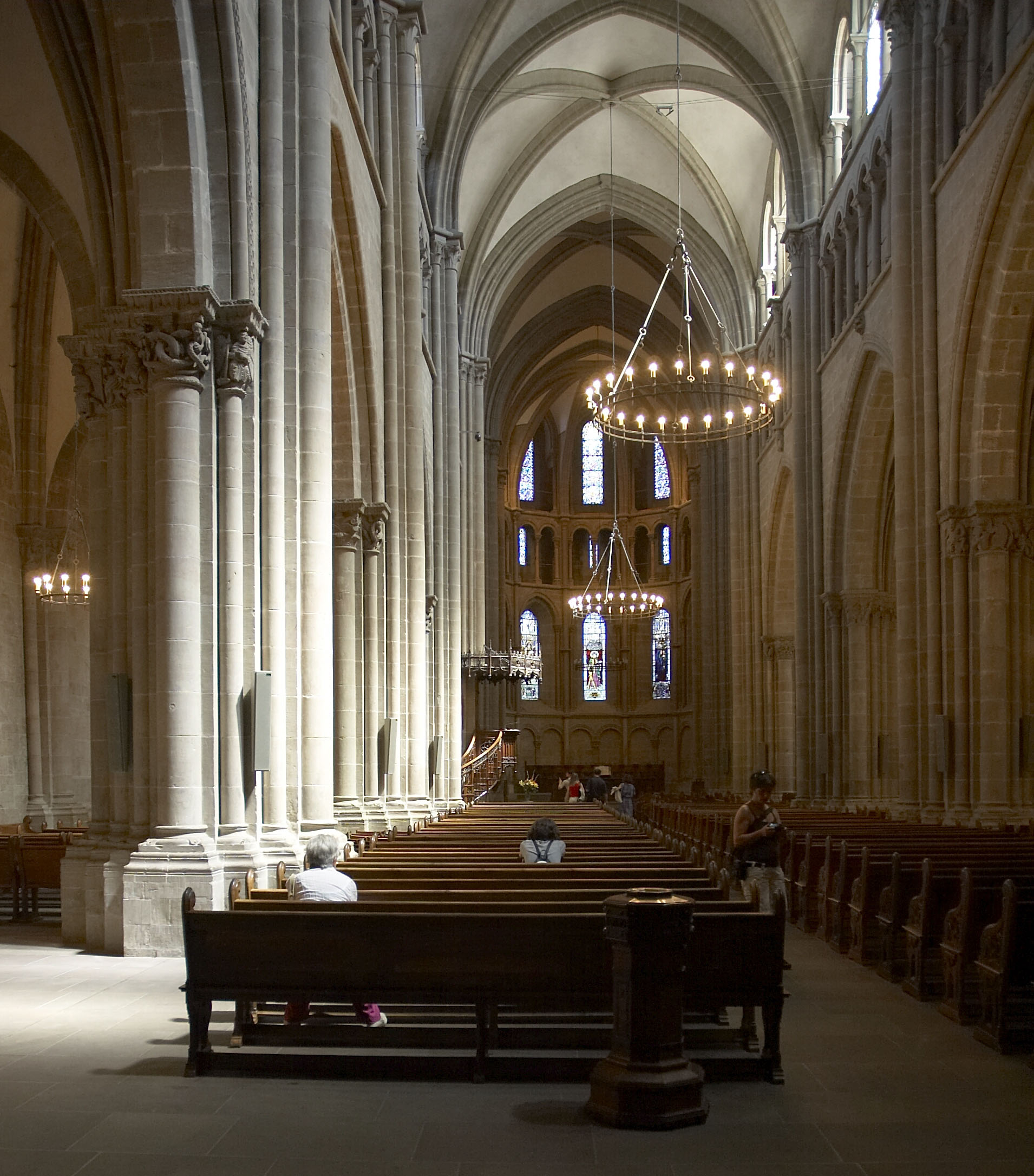
Blick in das Kirchenschiff

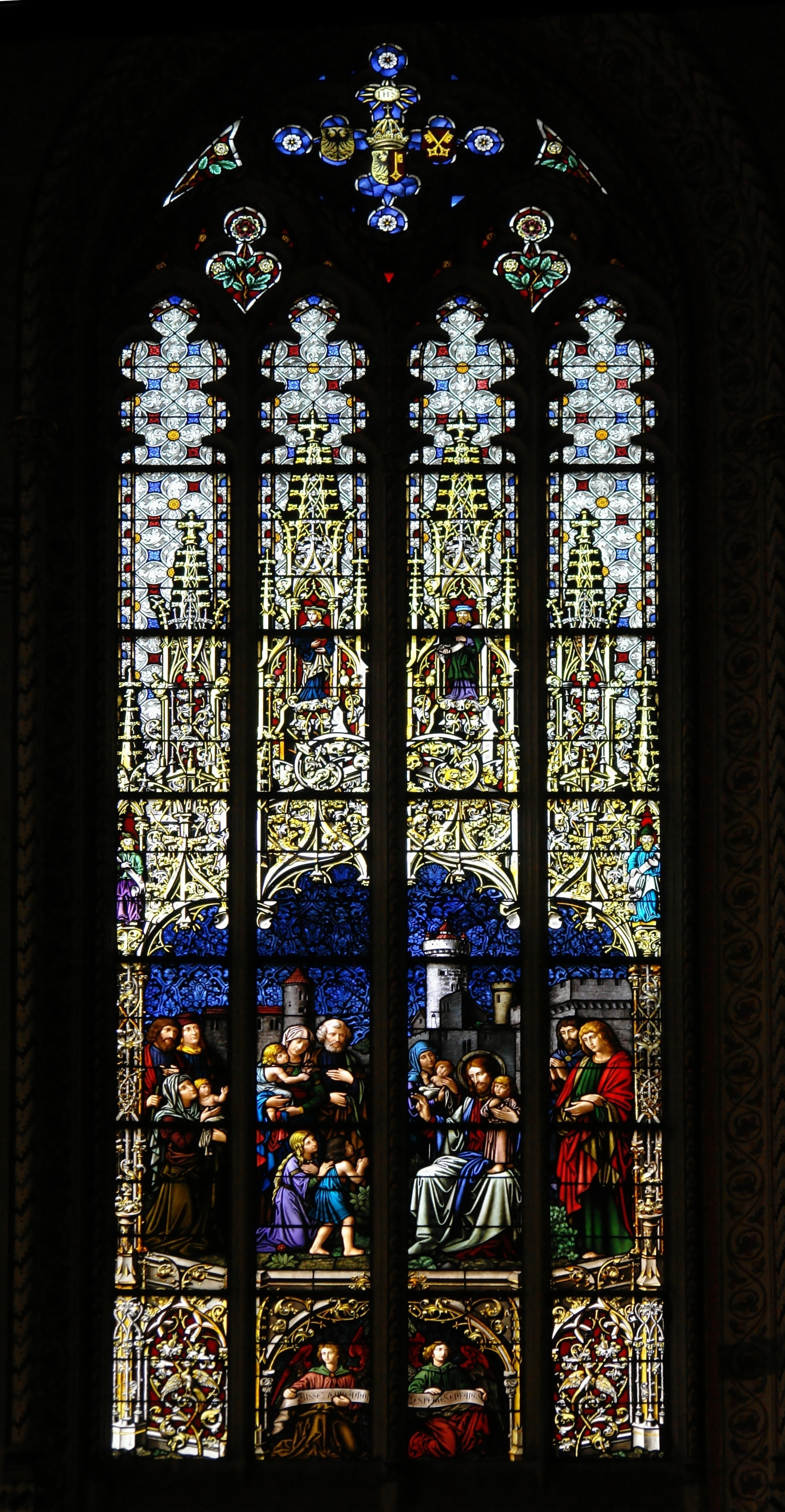
Glasfenster der Makkabäer-Kapelle: „Lasset die kleinen Kinder zu mir kommen“

Die Kathedrale St. Peter (französisch Cathédrale Saint-Pierre) ist die nach dem Apostel Petrus benannte reformierte Hauptkirche der Stadt Genf sowie der Église Protestante de Genève. Vor der Reformation war sie die Kathedrale des Bischofs von Genf.

## Geschichte
Der Bau der dreischiffigen Pfeilerbasilika wurde etwa 1160 in romanischen Stil begonnen, hundert Jahre später in gotischem Stil vollendet und im 18. Jahrhundert um einen der Hauptfassade vorgelagerten klassizistischen Säulenportikus erweitert. Am 8. August 1535, nach einer Predigt von Guillaume Farel, der die Prinzipien der Reformation verkündete, wurden in einem Bildersturm die Statuen und das Mobiliar der Kathedrale zerstört und die farbigen Malereien übertüncht. Anschliessend wirkte Jean Calvin 23 Jahre lang als Prediger an der nun reformierten Kathedrale.
1400–1405 wurde die Makkabäerkapelle auf Veranlassung von Kardinal de Brogny im Stil der Flamboyant-Gotik errichtet. Nachdem sie im Zuge der Reformation als Lagerraum und vom 17. bis zum 19. Jahrhundert als dreistöckiges Unterrichtsgebäude verwendet wurde, wurde sie bis 1888 grundlegend restauriert.

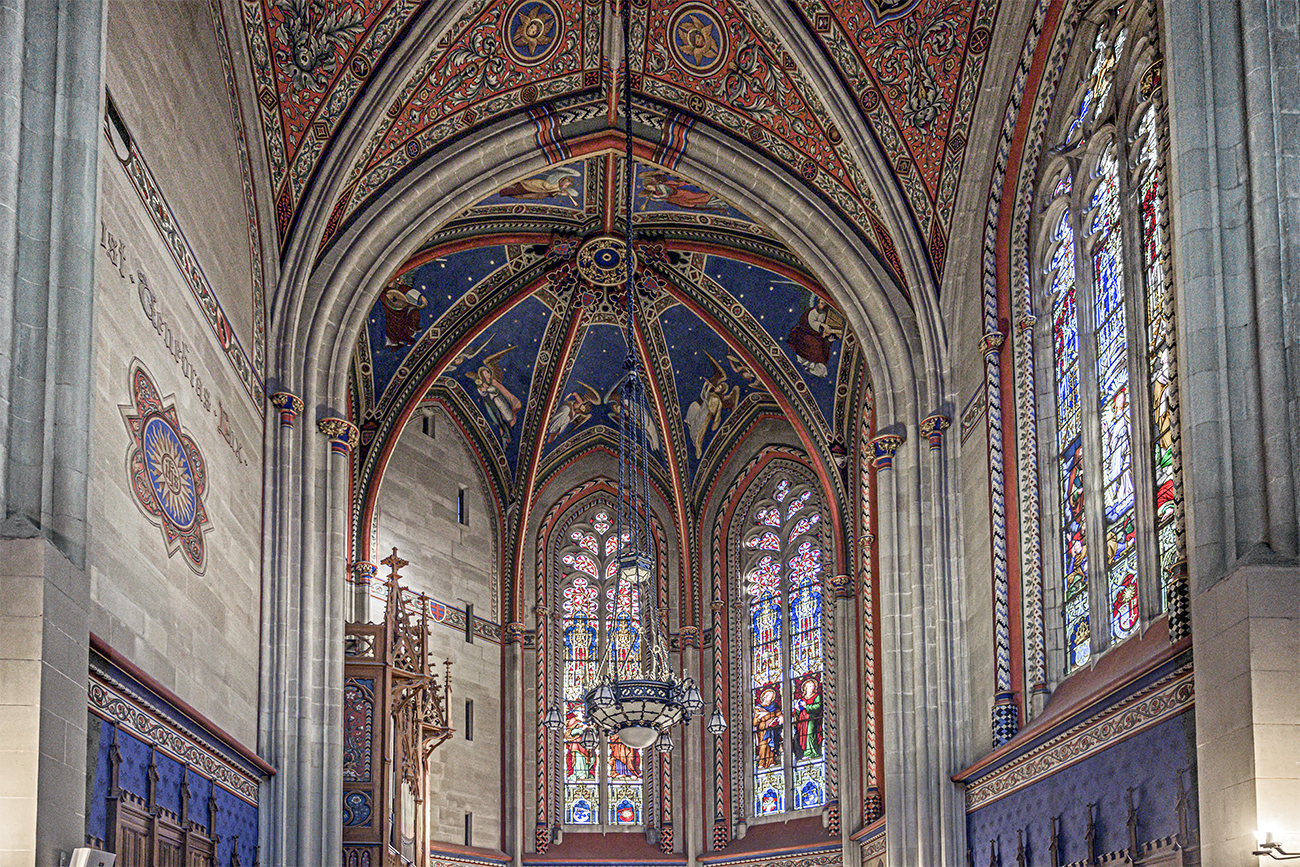
Makkabäer-Kapelle (Chor)
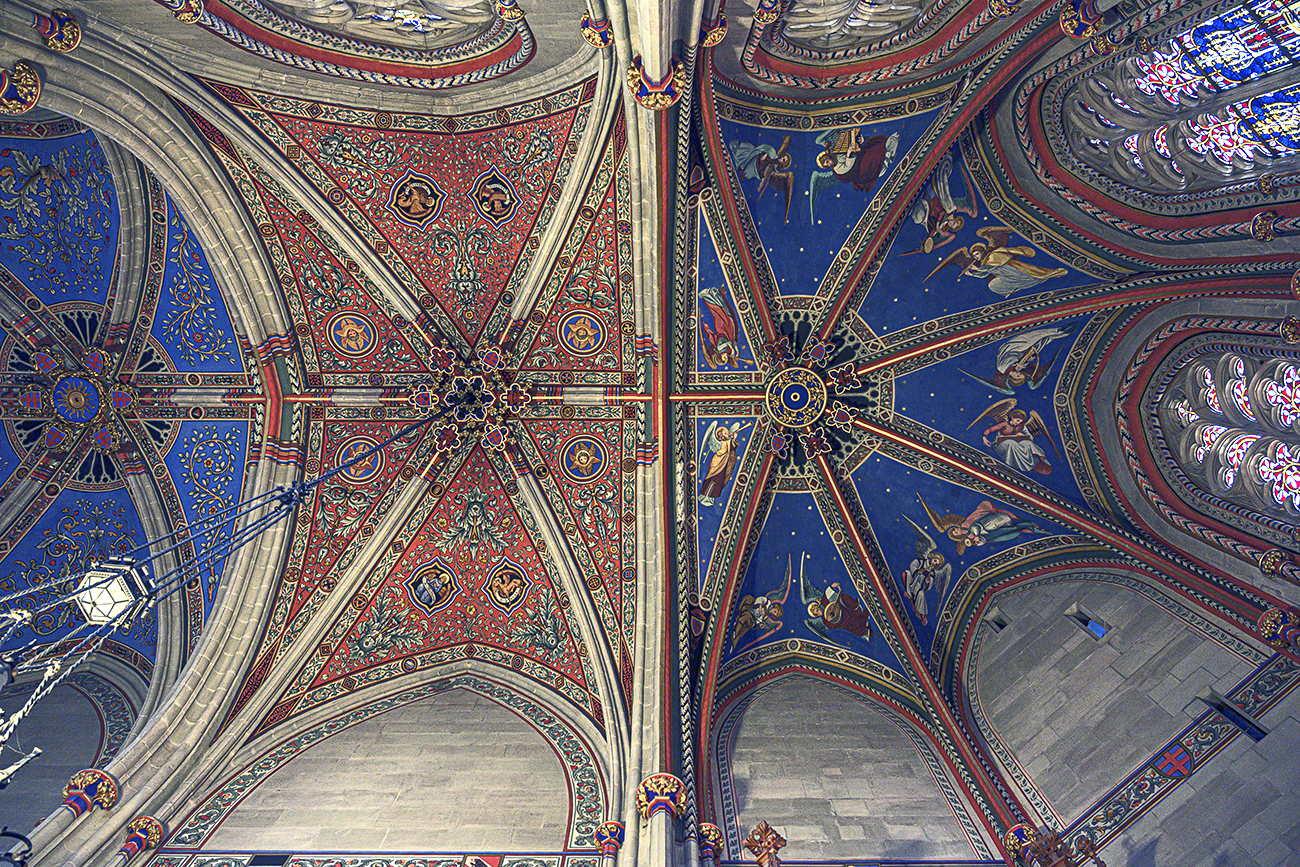
Makkabäer-Kapelle (Decke über Chor und Mittelgang)
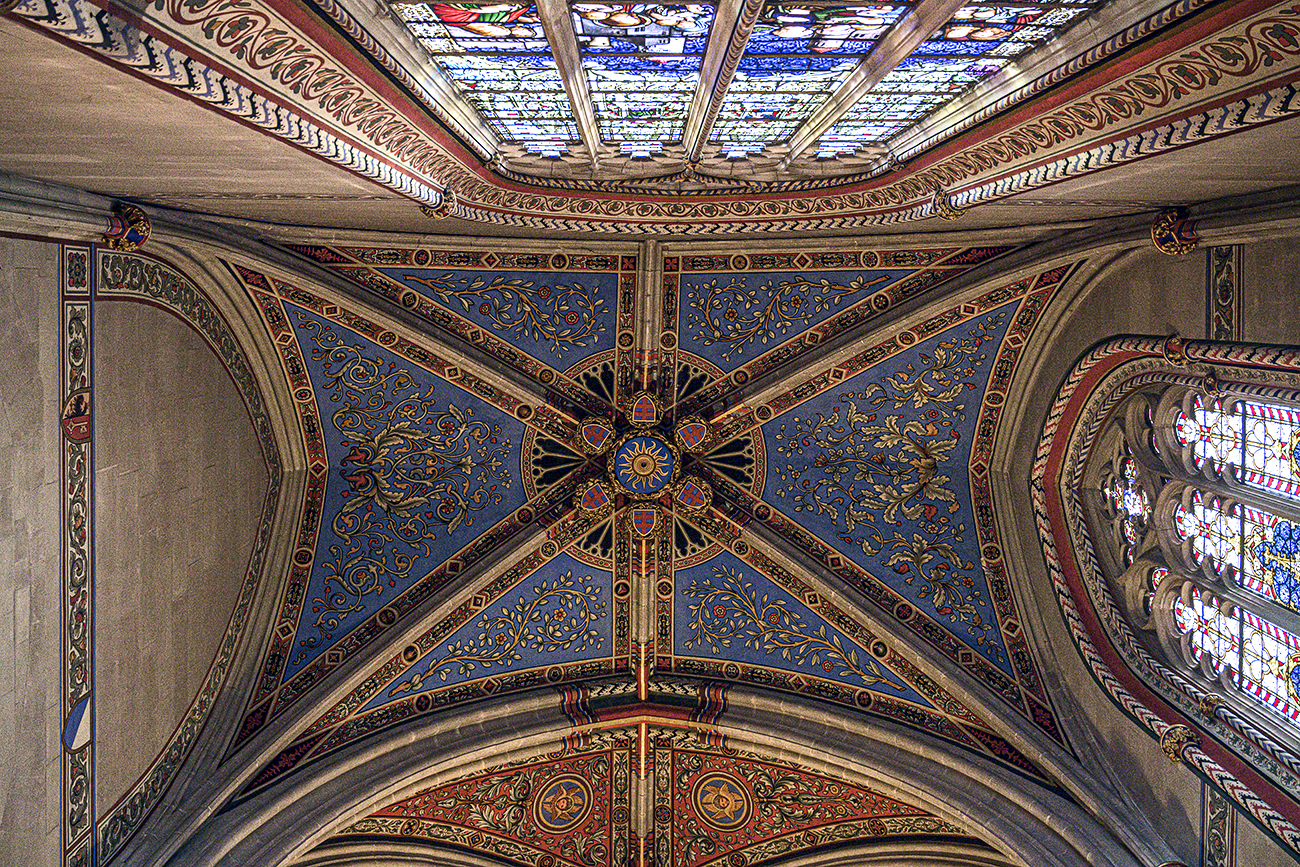
Makkabäer-Kapelle (Decke über Eingangsbereich)
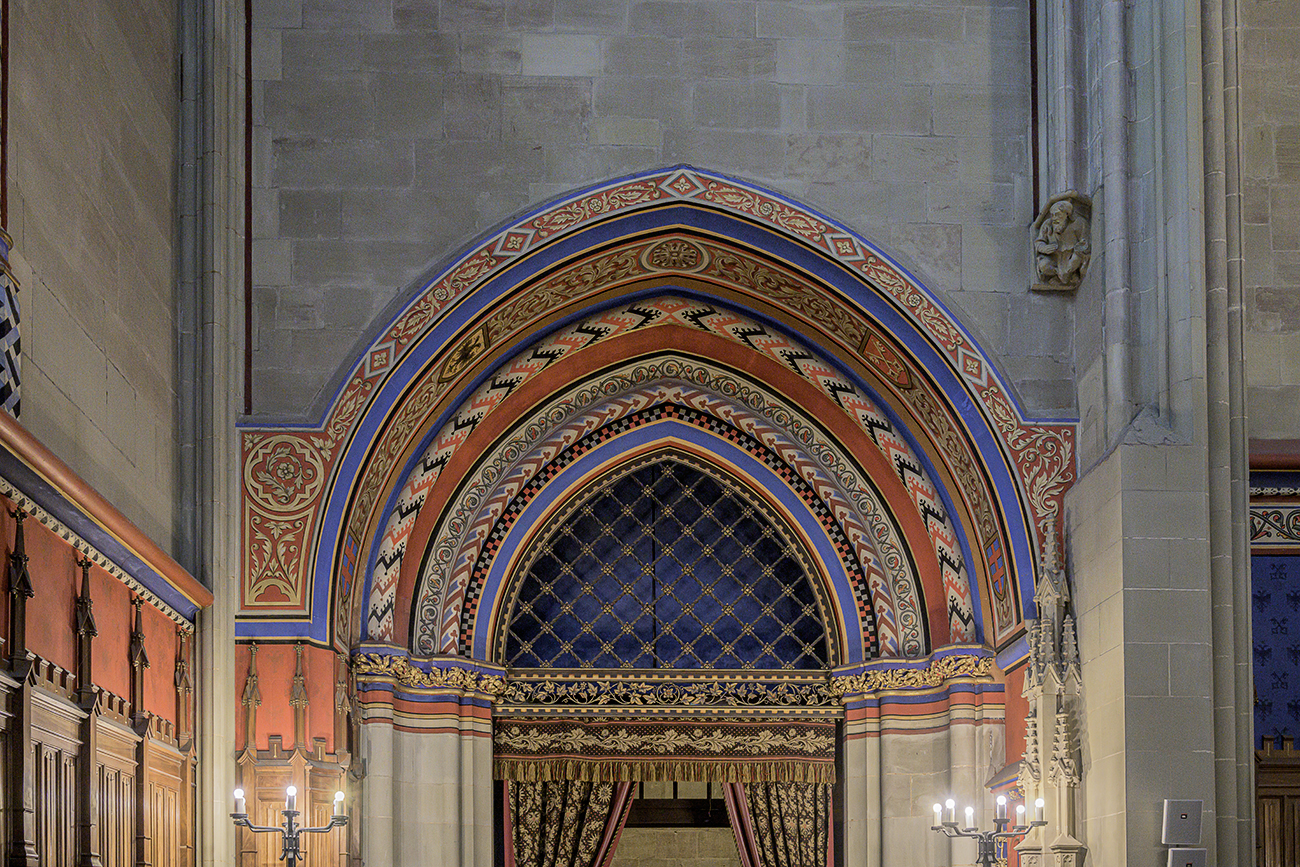
Makkabäer-Kapelle (Ausgang)

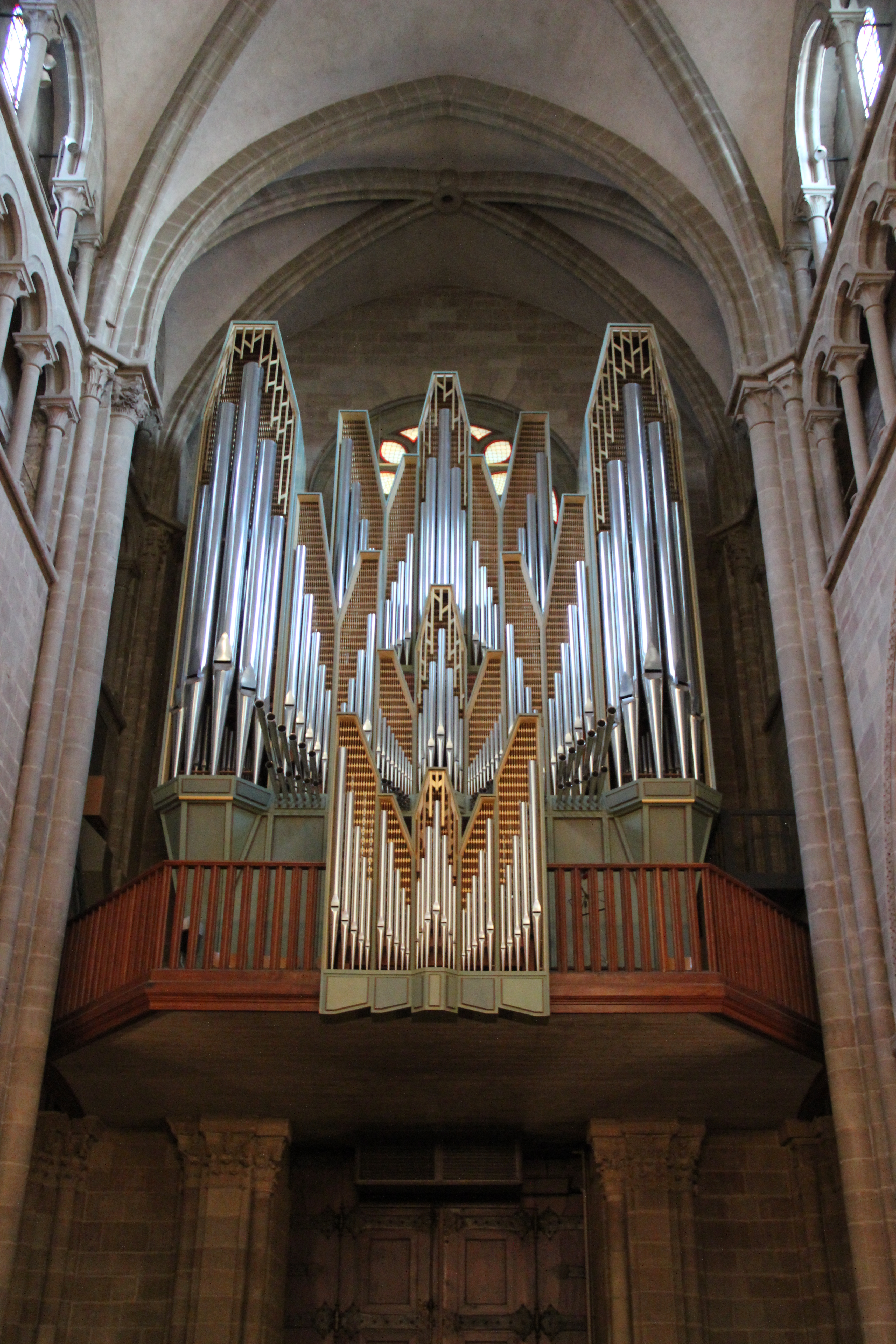
Blick auf die Orgel

Am Pfingstsamstag, dem 30. Mai 2020, sollte als Zeichen ökumenischer Gastfreundschaft nach knapp 485 Jahren zum ersten Mal wieder eine katholische Messe in der Kathedrale gefeiert werden. Nach der vorläufigen Aussetzung der Messe durch einen Ratsbeschluss am 10. August 1535 hatte keine katholische Messe mehr stattgefunden. Wegen COVID-19-Pandemie wurde die Feier erst von 2020 auf 2021 verschoben. Die Feier fand schließlich im März 2022 vor 1500 Besuchern statt.

## Ausstattung
Der Innenraum besitzt einen reichhaltigen Skulpturenschmuck, vor allem an den Kapitellen.

### Orgeln
Auf einen Vorschlag des langjährigen Titularorganisten Pierre Segond hin erhielt die Kathedrale im Jahr 1965 eine neue Orgel. Das Instrument wurde von dem Orgelbauer Metzler & Söhne (Dietikon) erbaut. Das moderne Orgelgehäuse wurde von dem Architekten Poul-Gerhard Andersen (Kopenhagen) gestaltet. Die Disposition orientiert sich an norddeutschen Orgeln des 17. Jahrhunderts und französisch-barocken Instrumenten. Das Instrument hat 67 Register auf vier Manualen und Pedal. Die Spieltrakturen sind mechanisch, die Registertrakturen elektrisch.
| I Positif de Dos C–a3 |        |
| Montre                | 08′    |
| Bourdon à cheminée 0  | 08′    |
| Quintaton             | 08‘    |
| Prestant              | 04′    |
| Flûte à cheminée      | 04′    |
| Doublette             | 02′    |
| Larigot               | 01 ⁄3′ |
| Sesquialtera II       | 02 ⁄3′ |
| Plein-Jeu IV-V        |        |
| Cromorne              | 08′    |
| Musette               | 04′    |
| Tremblant             |        |

| II Grand Orgue C–a3 |        |
| Montre              | 16′    |
| Montre              | 08′    |
| Dulciane            | 08′    |
| Bourdon             | 08′    |
| Prestant            | 04′    |
| Flûte conique 0     | 04′    |
| Quinte              | 02 ⁄3′ |
| Doublette           | 02′    |
| Cornet V            | 08′    |
| Fourniture V        |        |
| Cymbale III         |        |
| Bombarde            | 16′    |
| Trompette           | 08′    |
| en chamade          |        |
| Trompette           | 08′    |
| Clairon             | 04′    |

| III Récit expressif C–a3 |        |
| Bourdon                  | 16′    |
| Flûte                    | 08′    |
| Salicional               | 08′    |
| Voix céleste             | 08′    |
| Principal                | 04′    |
| Gemshorn                 | 04′    |
| Flûte à fuseau           | 04′    |
| Nasard                   | 02 ⁄3′ |
| Flageolet                | 02′    |
| Tierce                   | 01 ⁄3′ |
| Piccolo                  | 01′    |
| Fourniture IV-V 0        |        |
| Cymbale III              |        |
| Douçaine                 | 16′    |
| Trompette                | 08′    |
| Hautbois                 | 08′    |
| Clairon                  | 04′    |

| IV Echo expressif C–a3 |     |
| Bourdon                | 08′ |
| Flûte                  | 04′ |
| Principal              | 02′ |
| Bourdon conique        | 02′ |
| Sifflet                | 01′ |
| Pte Sesquialtera II 0  |     |
| Cymbale II             |     |
| Régale                 | 16′ |
| Voix humaine           | 08′ |
| Tremblant              |     |

| Pedale C–g1     |     |
| Soubasse        | 32′ |
| Principal       | 16′ |
| Soubasse        | 16′ |
| Principal       | 08′ |
| Bourdon         | 08′ |
| Octave          | 04′ |
| Flûte           | 04′ |
| Quintaton       | 02′ |
| Gros Cornet III |     |
| Mixture IV      |     |
| Contrebasson 0  | 32′ |
| Bombarde        | 16′ |
| Trompette       | 08′ |
| Régale          | 08′ |
| Clairon         | 04′ |

- Koppeln: I/II, III/II, IV/II, I/P, II/P, III/P

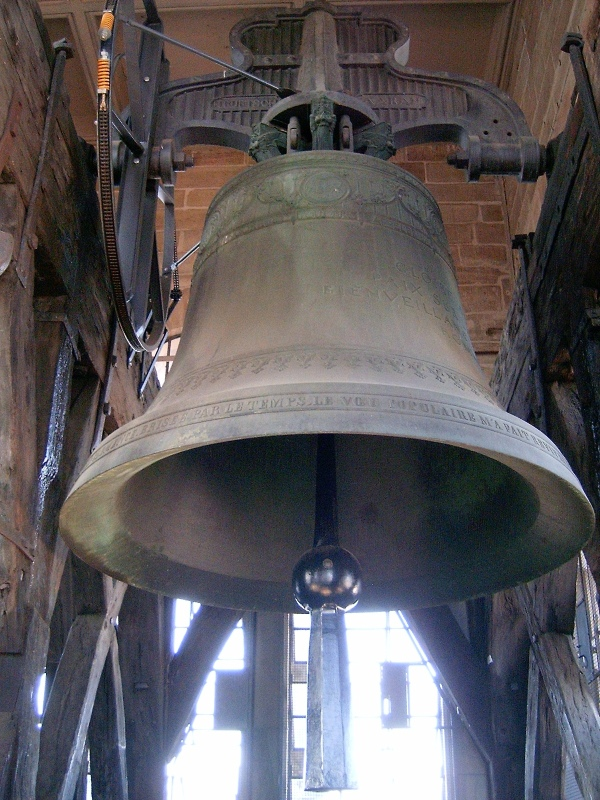
«La Clémence»

Zudem verfügt die Kathedrale über eine Walcker-Orgel in der Makkabäerkapelle aus dem Jahre 1889 und eine kleine Chororgel von 1970.

## Glocken
In den beiden Türmen hängen acht läutbare Glocken des 15. bis 21. Jahrhunderts. 1897 wurden vier Glocken um bis zu einem Halbton tiefer gestimmt. 1946 wurde die Anlage durch die Firma Muff aus Triengen elektrifiziert. Die kleinste Glocke, Le Rappel, ist händisch per Seilzug bedienbar. Solistisch erklingt sie beispielsweise zur Bundesfeier oder kurz vor Mitternacht an Silvester. Mittags um 12 Uhr läutet Glocke 2. Jeden Samstag um 19 Uhr und sonntags vor dem Gottesdienst um 10 Uhr erklingt das Sonntagsgeläut aus den Glocken 6, 5, 4, 3 und 2. La Clémence (1) wird an hohen Festtagen ergänzt.
Das 19-stimmige Carillon und die Cloche des Heures (Stundenglocke) sind im durchbrochenen Turmhelm des spitzen Vierungsturms untergebracht. Ferner gibt es noch eine Feuerglocke (Le Tocsin, II), die im Südturm untergebracht ist.
| Glocke | Name                 | Gussjahr | Giesser, Gussort   | Durchmesser | Masse   | Nominal | Turm    |
| ------ | -------------------- | -------- | ------------------ | ----------- | ------- | ------- | ------- |
| 1      | La Clémence          | 1902     | H. Rüetschi, Aarau | 2190 mm     | 6238 kg | g°      | Nord    |
| 2      | L’Accord             | 1845     | S. Treboux, Vevey  | 1560 mm     | 2080 kg | c′      | Süd     |
| 3      | La Bellerive         | 1473     | Nicolas Guerci     | 1400 mm     | 1500 kg | e′      | Nord    |
| 4      | La Collavine         | 1609     |                    | 1140 mm     | 1012 kg | g′      | Süd     |
| 5      | L’Espérance          | 2002     | H. Rüetschi, Aarau | 930 mm      | 475 kg  | a′      | Süd     |
| 6      | L’Eveil              | 1845     | S. Treboux, Vevey  | 750 mm      | 261 kg  | c″      | Süd     |
| 7      | Le Rappel            | 15. Jh.  |                    | 590 mm      | 133 kg  | e″      | Süd     |
|        |                      |          |                    |             |         |         |         |
| I      | La Cloche des Heures | 1460     |                    | 1290 mm     | 1610 kg | e′      | Vierung |
| II     | Le Tocsin            | 1509     |                    | 760 mm      | 270 kg  | cis″    | Süd     |

## Umgebung
Neben der Kathedrale steht der Temple de l’Auditoire aus dem 15. Jahrhundert, der Johannes Calvin und Théodore de Bèze als Hörsaal für theologische Vorlesungen diente.
Unter der Kathedrale sind Ausgrabungen zu besichtigen. Diese zeigen, dass die Kirche eine komplexe Baugeschichte hat; kirchliche Bauten gehen bis ins 4. Jahrhundert zurück.
Darunter hat man die Überreste eines allobrogischen Häuptlingsgrabes freilegen können, das über lange Zeit Gegenstand kultischer Verehrung gewesen ist.